# Estació de la Sagrera
|  | Per a altres significats, vegeu «Estació de Sagrera». |

La Sagrera o Barcelona-La Sagrera - Meridiana és un intercanviador de ferrocarril a la ciutat de Barcelona situat al barri de la Sagrera, sota l'Avinguda Meridiana. Dona servei a les línies L1, L5, L9 i L10 del Metro de Barcelona amb el nom de la Sagrera (antigament Sagrera; i Sagrera-Meridiana en el projecte constructiu de la L4 i L9) i a les línies R3, R4 de Rodalies de Catalunya, amb el nom de Barcelona-La Sagrera - Meridiana. Antigament també havia donat servei la línia R7, abans de la seva reestructuració i esquarterament del tram comprès entre L'Hospitalet de Llobregat i Barcelona-Sant Andreu Arenal.
Aquesta estació és el segon gran intercanviador de ferrocarril que s'està construint al barri de la Sagrera, juntament amb l'intercanviador de metro, rodalies, trens d'alta velocitat i d'autobusos de Sagrera | TAV. Serà l'estació terminal provisional de les línies L9 i L10 fins que s'obri el tram central d'aquestes línies.
L'estació de la L9/L10 del metro de Barcelona pertany al Tram 4 (La Sagrera – Can Zam / Gorg), la previsió inicial era obrir l'estació l'any 2004, però finalment no es va posar en funcionament fins a l'any 2010, tot i això els trens fan parada a l'estació de la L4 provisionalment, ja que la pròpia no està finalitzada.
L'any 2016, l'estació de Rodalies va registrar l'entrada de 2.064.000 passatgers i la del Metro va registrar-ne 8.363.545.

## Història
El 1954 es van inaugurar l'estació de la L1 del Metro de Barcelona com a part del Metro Transversal. Posteriorment, el 1959 es va inaugurar l'estació de la L5 (llavors línia II) com a capçalera del primer tram de la Línia II entre Sagrera i Vilapicina. Però el 1970 per l'obertura de la Línia V fins a Diagonal es va traspassar provisionalment el tram Sagrera-Horta de la Línia II a la Línia V, però a causa del retard per problemes en la construcció de la L2 aquest traspàs va ser definitiu.
A la dècada del 2000 es van reformar totalment les estacions i els enllaços entre elles, deixant preparat l'enllaç amb la nova estació de la L9.
El 26 de juny del 2010 es va inaugurar una nova estació per als serveis de la L9 i L10, que comparteixen instal·lacions. Aquesta nova estació és de tipus pou i té un accés a l'avinguda Meridiana, a l'altura del carrer de Felip II, a través del vestíbul de la L5. Aquesta estació està destinada a formar part de la línia L4 quan els trens de la L9 i L10 es desviïn al seu propi túnel que ja està finalitzat en aquest tram però que no estan acabades la totalitat de les obres que s'hi han de dur a terme.
La estació de rodalia i regionals de la Sagrera-Meridiana, es va inaugurar el 20 febrer de 2011 formant un important intercanviador.

## Serveis ferroviaris

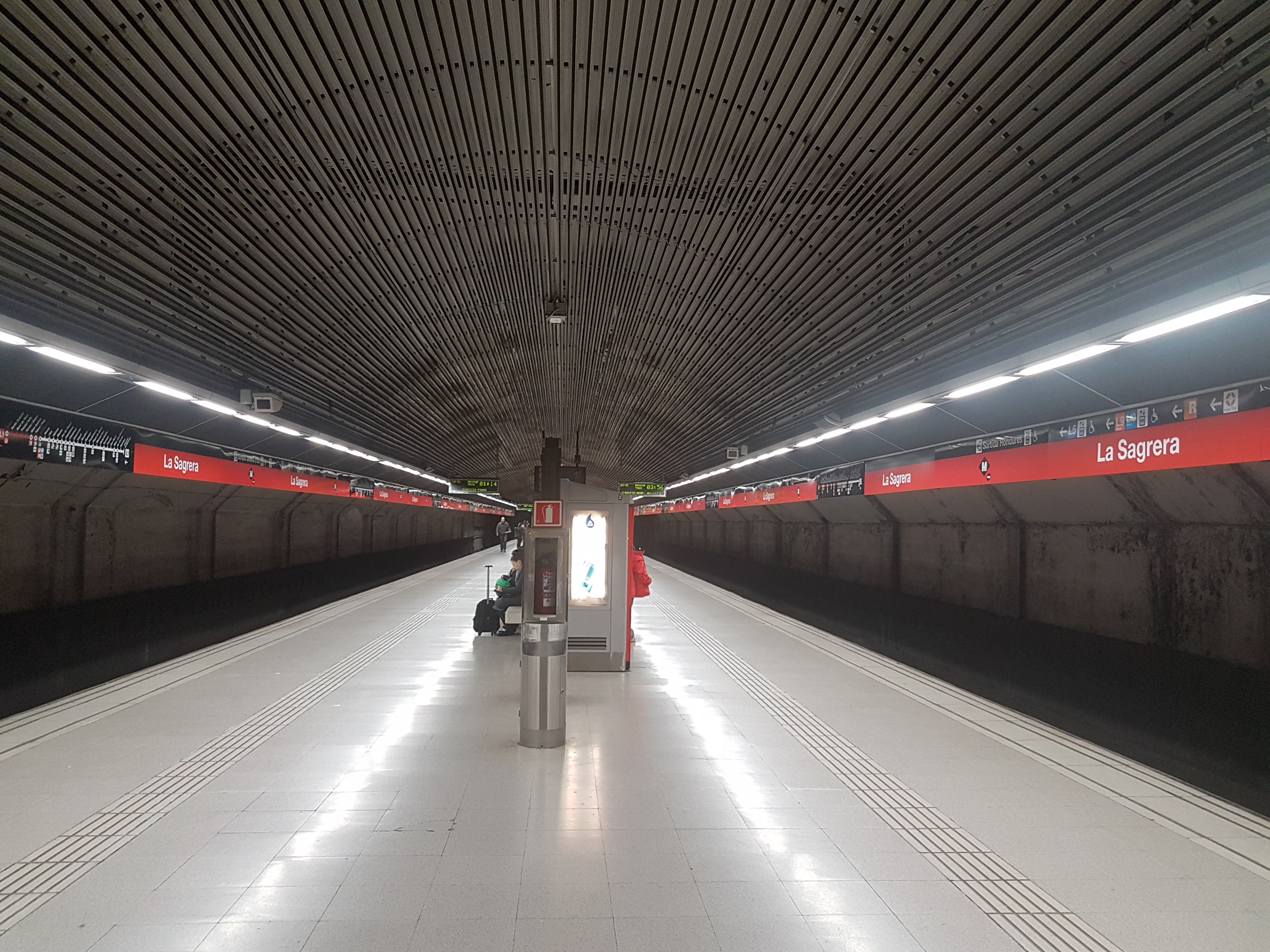
L'estació de metro de la L1

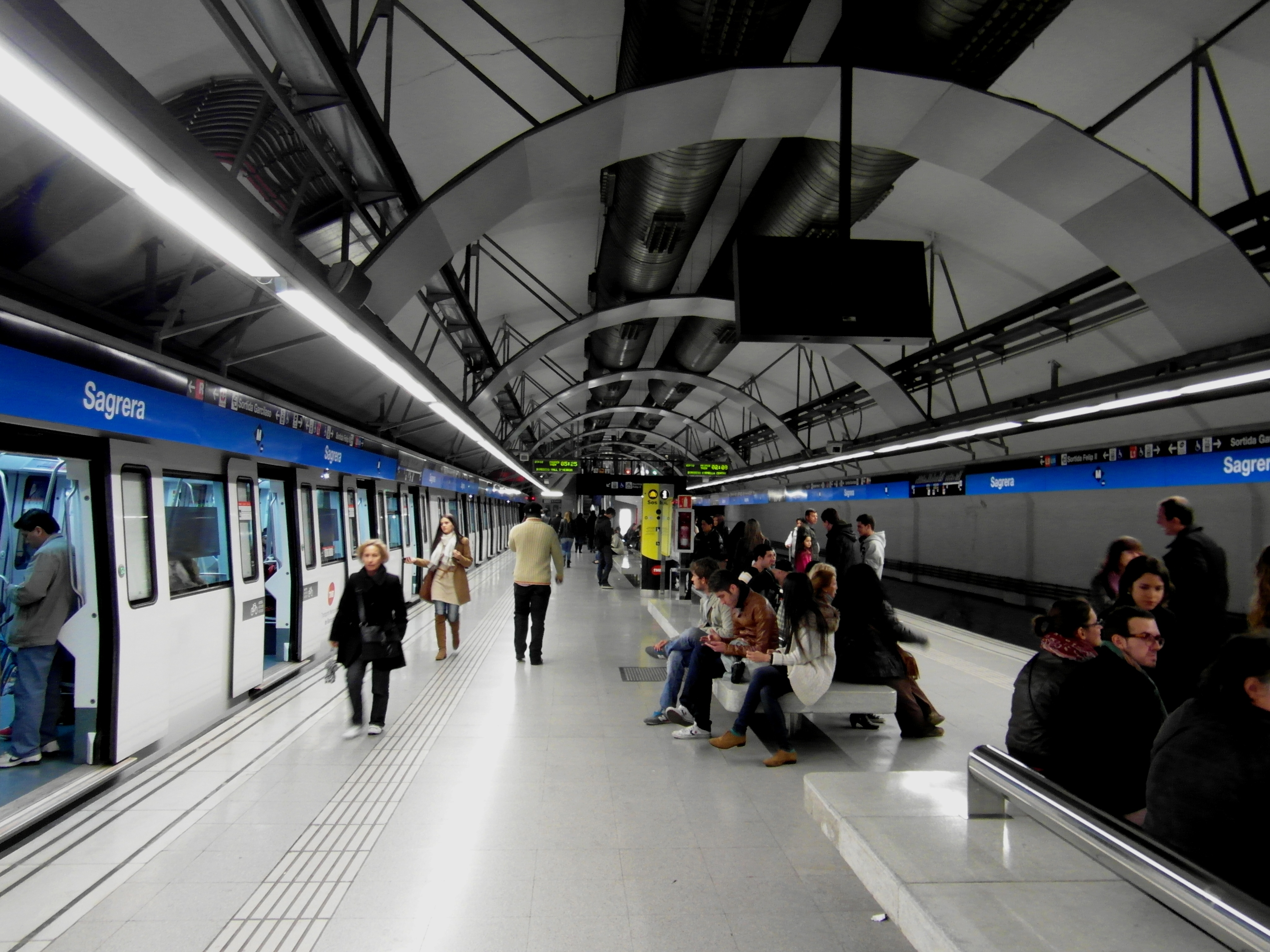
L'estació de metro de la L5

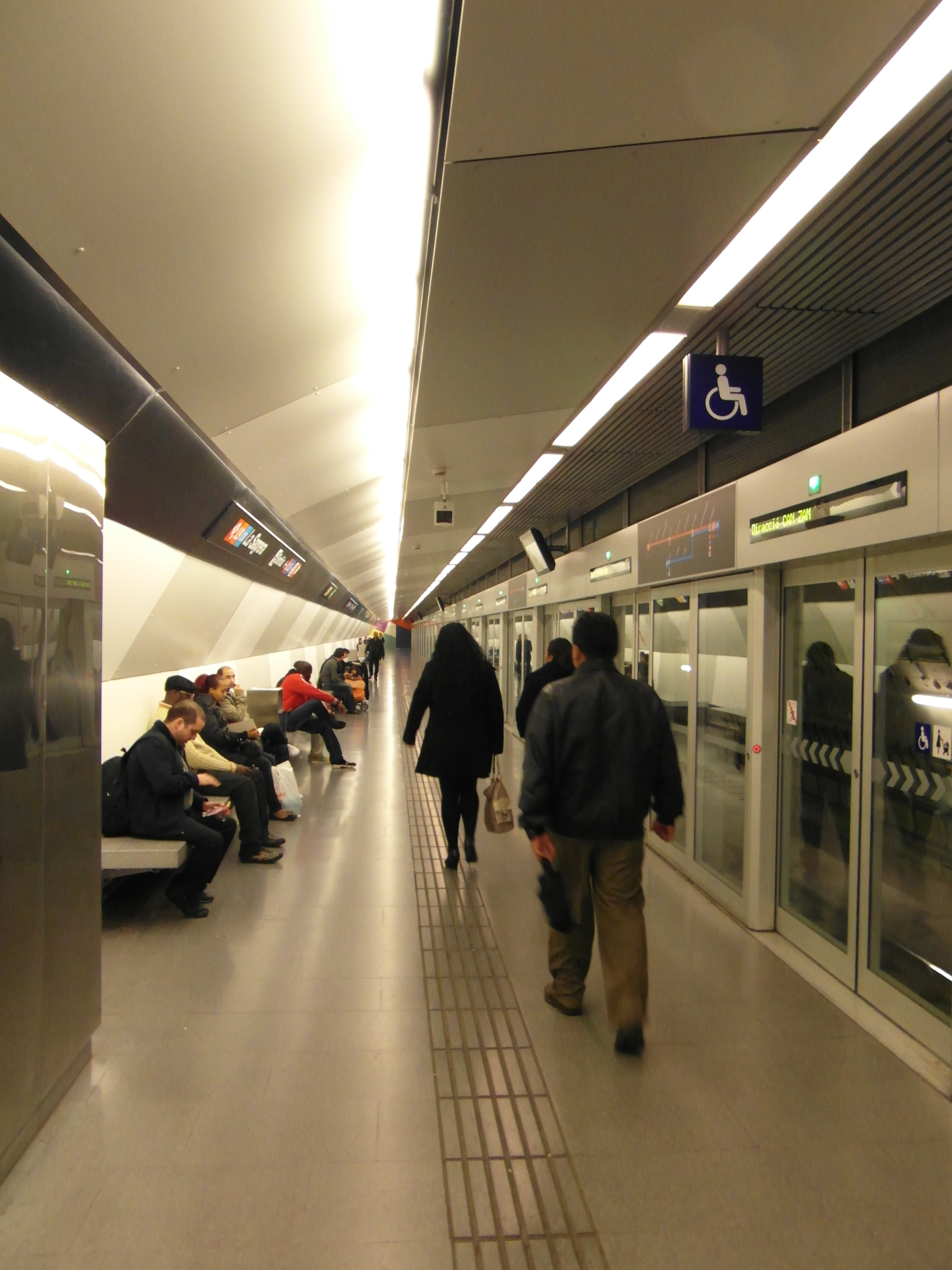
L'estació de metro de la L9 Nord i L10 Nord

| Metro de Barcelona                                      |                |       |                   |                                                                                  |
| Procedència/Destinació                                  | <              | Línia | >                 | Procedència/Destinació                                                           |
| Hospital de Bellvitge                                   | Navas          |       | Fabra i Puig      | Fondo                                                                            |
| Cornellà Centre                                         | Camp de l'Arpa |       | Congrés           | Vall d'Hebron                                                                    |
| terminal                                                | terminal       |       | Onze de Setembre  | Can Zam                                                                          |
| terminal                                                | terminal       | Gorg  | Onze de Setembre  |                                                                                  |
| Projectat                                               |                |       |                   |                                                                                  |
| terminal                                                | terminal       |       | La Sagrera \| TAV | Trinitat Nova                                                                    |
| Aeroport T1                                             | Plaça Maragall |       | La Sagrera \| TAV | Can Zam                                                                          |
| Pratenc                                                 | Plaça Maragall |       | La Sagrera \| TAV | Gorg                                                                             |
| Font recorregut: PDI 2009-2018.                         |                |       |                   |                                                                                  |
| Rodalia de Barcelona                                    |                |       |                   |                                                                                  |
| Procedència/Destinació                                  | <              | Línia | >                 | Procedència/Destinació                                                           |
| L'Hospitalet de Llobregat                               | Arc de Triomf  |       | Fabra i Puig      | Granollers-Canovelles La Garriga Vic Ripoll / Ribes de Freser / La Tor de Querol |
| Sant Vicenç de Calders Vilafranca del Penedès Martorell | Arc de Triomf  |       | Fabra i Puig      | Terrassa Manresa                                                                 |

## Accessos
- Carrer d'Hondures (vestíbul L1, L5 i Rodalies)
- Carrer d'Hondures-Meridiana (vestíbul L1, L5 i Rodalies)
- Carrer de Felip II (vestíbul L5, L9 i L10)
- Carrer de Garcilaso (vestíbul L1, L5 i Rodalies)
- Jardins d'Elx (vestíbul L1)
- Carrer de Martí Molins (vestíbul Rodalies)

## Projectes
El Pla Director d'Infraestructures 2009-2018 de l'ATM preveu la creació de la línia Poblenou-UAB d'FGC passant per aquesta estació, ja sigui com a perllongament de la línia 8 o com a línia independent.

## Llocs d'interès
- Centre Cívic de la Sagrera 'La Barraca'
- Mercat de Felip II